# Soitec

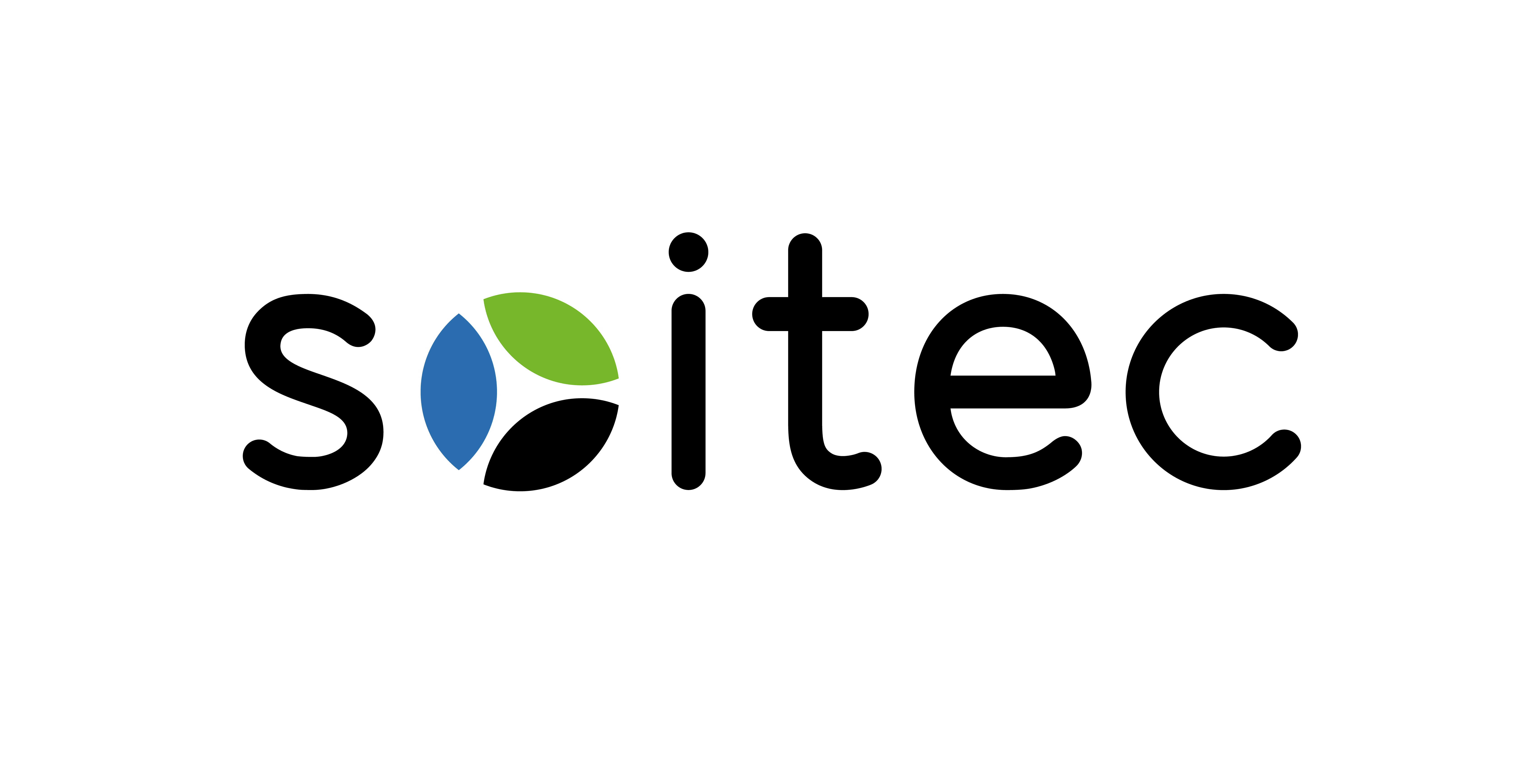
Logomarca

Soitec é uma empresa industrial francesa que projeta e produz materiais semicondutores.
Esses materiais são utilizados na fabricação de chips que equipam smartphones, tablets, computadores, servidores de computadores ou data centers. Eles também são encontrados em componentes eletrônicos encontrados em automóveis, objetos conectados, equipamentos industriais e médicos.
O principal produto da Soitec é o silício no isolador (SOI).